# Nepenthes alata
Nepenthes alata is een vleesetende bekerplant uit de familie Nepenthaceae. De soort is endemisch in de Filipijnen.

## Taxonomie
Nepenthes alata vertoont een grote variëteit binnen zijn verspreidingsgebied. Zijn taxonomie wordt derhalve regelmatig herzien. Hij behoort tot de informele "N. alata-groep". De soorten in deze groep delen een aantal typische kenmerken, waaronder gevleugelde ranken, ribbels op de onderzijde van de operculums (deksels) van de vangbekers en bovenbekers die aan de basis het breedst zijn. Andere soorten in de "N. alata-groep" zijn N. ceciliae, N. copelandii, N. extincta, N. graciliflora, N. hamiguitanensis, N. kitanglad, N. kurata, N. leyte, N. mindanaoensis, N. negros, N. ramos, N. saranganiensis en N. ultra.

### Infraspecifieke taxa
- N. alata f. variegata Hort. ex P.Mann (1996) nomen nudum
- N. alata var. biflora Macfarl. (1908) [=N. negros of N. kurata]

## Natuurlijke hybrides
- N. alata × N. burkei
- N. alata × N. merrilliana [=N. × merrilliata]
- ? (N. alata × N. merrilliana) × N. mirabilis [=N. × tsangoya]
- N. alata × N. mindanaoensis
- N. alata × N. mirabilis [=N. × mirabilata]
- ? N. alata × N. petiolata
- N. alata × N. pulchra
- N. alata × N. truncata [=N. × truncalata]
- N. alata × N. ventricosa [=N. × ventrata]

... · 
N. alata · 
N. albomarginata · 
N. ampullaria · 
N. argentii · 
N. aristolochioides · 
N. attenboroughii · 
N. bicalcarata · 
N. bokorensis · 
N. bongso · 
N. boschiana · 
N. burkei · 
N. campanulata · 
N. chaniana · 
N. danseri · 
N. deaniana · 
N. densiflora · 
N. diatas · 
N. distillatoria · 
N. edwardsiana · 
N. ephippiata · 
N. gracilis · 
N. gymnamphora · 
N. hirsuta · 
N. inermis · 
N. insignis · 
N. jamban · 
N. khasiana · 
N. lamii · 
N. leyte · 
N. lingulata · 
N. lowii · 
N. macfarlanei · 
N. macrophylla · 
N. madagascariensis · 
N. masoalensis · 
N. maxima · 
N. mirabilis · 
N. monticola · 
N. northiana · 
N. ovata · 
N. peltata · 
N. pervillei · 
N. pitopangii · 
N. rafflesiana · 
N. rajah ·
N. rhombicaulis · 
N. rosea ·
N. sanguinea · 
N. sibuyanensis · 
N. spathulata · 
N. tenax · 
N. tenuis · 
N. veitchii ·
N. ventricosa ·
N. vieillardii ·
N. villosa · 
...